# Andrzej Hulewicz
Andrzej Hulewicz (ur. 1953 w Warszawie) – polski przedsiębiorca oraz mecenas sztuki.

## Życiorys
Jest absolwentem Wydziału Handlu Zagranicznego w Szkole Głównej Planowania i Statystyki (1977). Po studiach rozpoczął pracę jako pilot wycieczek w biurze podróży „Orbis“. W 1990 został współzałożycielem biura Podróży Mazurkas. W latach 1996–1999 współtworzył Biuro Kongresów i Konferencji oraz Mazurkas DMC Poland. W 2001 z Andrzejem Bartkowskim otworzył Hotel Mazurkas w Ożarowie Mazowieckim. Decyzja o jego budowie zapadła w 1998. W 2007 rozbudowano go o nowy kompleks tworząc Centrum konferencyjne MCC Mazurkas Conference Centre. W 2012 MCC Mazurkas Conference Centre & Hotel otrzymał prestiżowy tytuł Ambasadora Polskiej Gospodarki w kategorii Partner Firm Zagranicznych. W 2014 Andrzej Hulewicz przekazał Muzeum Armii Krajowej w Krakowie flagę z trumny Stefana Korbońskiego, z którym jest spokrewniony.
Jest członkiem stowarzyszeń Society for Incentive Travel Excellence (SITE), polskiego SOIT (Stowarzyszenie Organizatorów Incentive Travel) oraz EUROMIC. Jest członkiem Rady Programowej THINK MICE. Uważany za prekursora i ikonę branży spotkań w Polsce.
Prywatnie mąż Jolanty i ojciec dwóch córek.

## Mecenat
Jest mecenasem sztuki. W 2012 wraz z Andrzejem Bartkowskim utworzył Forum Humanum Mazurkas – cykl wydarzeń kulturalno-artystycznych.  Pierwsze odbyło się 15 kwietnia 2012. W hotelu w Ożarowie Mazowieckim organizuje również inne wydarzenia artystyczne, w tym koncerty wspólnie z fundacją Ave Patria.
W październiku 2015 był współorganizatorem urodzin prezydenta Lecha Wałęsy. Wydarzeniu towarzyszył wernisaż, w ramach którego zorganizowano dwie wystawy: „Lech Wałęsa w rysunku satyrycznym i karykaturze” – wystawa prac satyrycznych najlepszych polskich karykaturzystów oraz Galeria Forum Humanum Mazurkas – retrospektywa dzieł malarzy i rzeźbiarzy z dotychczasowych Forów Humanum, które odbyły się w Hotelu Mazurkas.
8 października 2016 wraz z Andrzejem Bartkowskim stali się fundatorami rzeźby upamiętniającej pokolenia polskich tancerzy, choreografów i pedagogów, która stanęła przy Teatrze Wielkim w Warszawie.

## Odznaczenia i nagrody
- 2010 – Odznaka honorowa „Za Zasługi dla Turystyki”
- 2014 – Odznaka honorowa „Zasłużony dla Kultury Polskiej”[17].
- 2018 – statuetka MP Power Projekt w kategorii CSR w branży eventowej[18].
- 2020 – Nagroda Honorowa im. Witolda Hulewicza za rok 2020 za działalność na rzecz polskiej kultury[19].